# 烈士公园东站
烈士公园东站位于中华人民共和国湖南省长沙市开福区车站北路与晚报大道交叉口地下，是长沙地铁3号线的地铁车站，因地处烈士公园东门附近而得名，南北向布置。

## 沿革
2017年，长沙市决定在长沙烈士公园建地铁站。2019年5月7日，由中铁二十五局集团承建的烈士公园东站至丝茅冲站右线贯通。

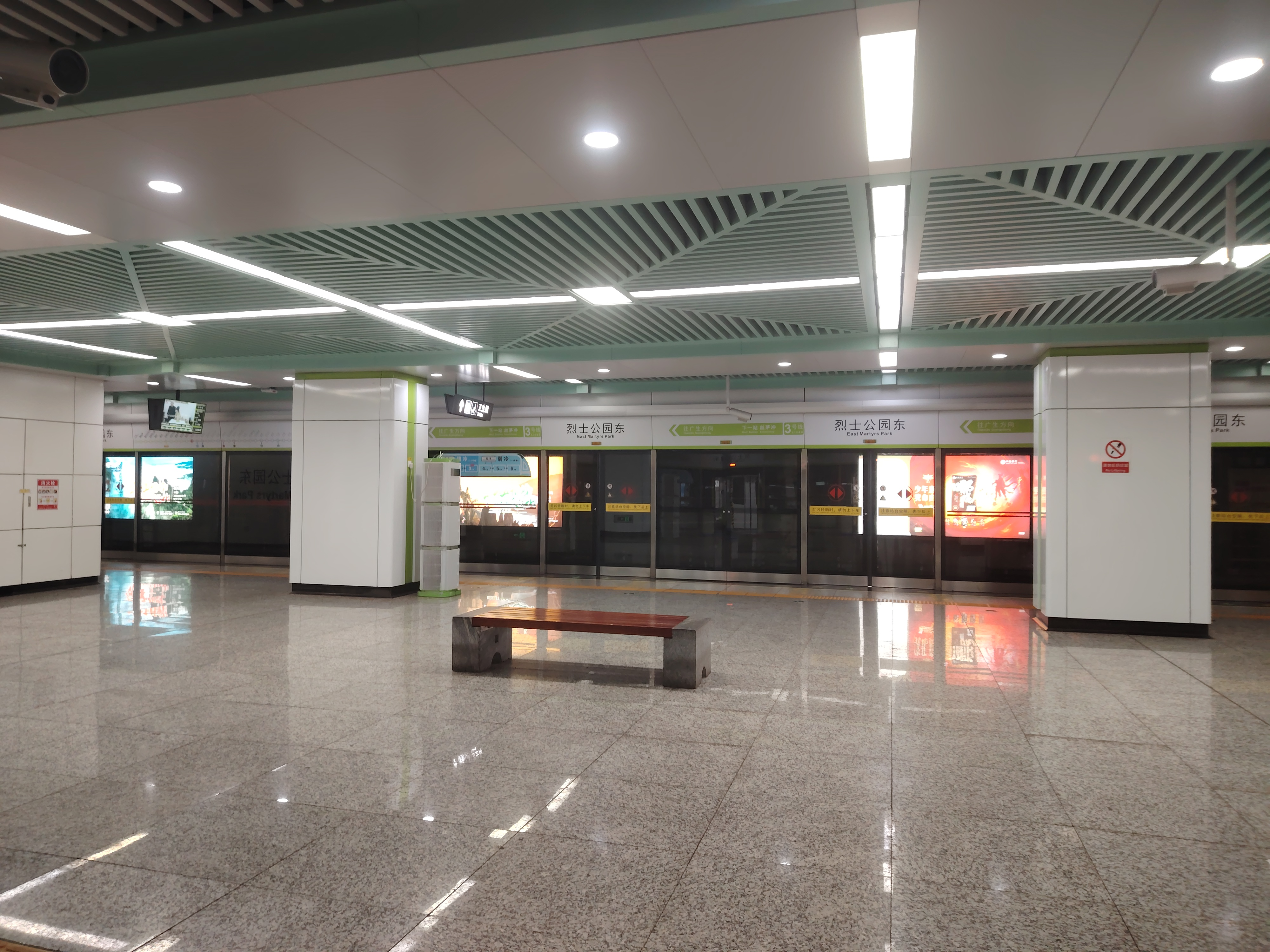
站台

## 车站

### 车站结构
| 地面      |                                       | 地铁出入口                        |  |
| 地下 一层 | 站厅层                                | 站厅、售票机、客服中心            |  |
| 地下 二层 |                                       | 3号线列车往广生（下一站：丝茅冲） |  |
| 地下 二层 | 岛式月台，左邊车门将會开启            |                                   |  |
| 地下 二层 | 3号线列车往山塘（下一站：长沙火车站） |                                   |  |

## 车站周边
- 烈士公园